# Geografija Pakistana
Geografija Pakistana (urdujsko جغرافیۂ پاکِستان) obsega široko paleto pokrajin, ki se razlikujejo od ravnic do puščav, gozdov in planot, od obalnih območij Indijskega oceana na jugu do gora Karakorum, Hindukuš, Himalaja na sever. Pakistan se geološko prekriva tako z indijsko kot z evrazijsko tektonsko ploščo, kjer njegovi provinci Sind in Pandžab ležita na severozahodnem vogalu indijske plošče, medtem ko Beludžistan in večina Khiber Pakhtunkhva ležita znotraj evrazijske plošče, ki večinoma obsega Iransko višavje.
Pakistan meji na Indijo na vzhodu, Afganistan na severozahodu in Iran na zahodu, medtem ko Kitajska meji na državo na severovzhodu. Narod je geopolitično umeščen znotraj nekaterih najbolj sovražnih regionalnih meja, ki si delijo spore in so večkrat stopnjevale vojaške napetosti med narodi, na primer med Kašmirjem in Indijo. Njegove zahodne meje vključujejo Kajberski prelaz in prelaz Bolan, ki sta služila kot tradicionalni migracijski poti med Srednjo in Južno Azijo.

## Območje in meje
Območje
- skupaj: 882.363 km²
  - uvrstitev države na svetu: 33

- kopno: 857.143 km²
- voda: 25,220 km²

### Mednarodne meje
Pakistan meji na štiri sosednje države – Ljudska republika Kitajska, Afganistan, Indija in Iran, Tadžikistan pa ločuje tanek Vakanski koridor — v dolžino sešteje približno 7307 km (brez obalnega območja).

### Meja med Afganistanom in Pakistanom
Meja z Afganistanom, ki je znana kot Durandova linija, 2640 km, poteka od Hindukuša in gorovja Pamir. Med Pakistanom in Tadžikistanom se razprostira ozek pas afganistanskega ozemlja, imenovan Vakanski koridor.

### Kitajsko-pakistanska meja
Vzhodna konica Vahanskega koridorja se začne s kitajsko-pakistansko mejo med Ljudsko republiko Kitajsko in Pakistanom v dolžini približno 559 km. Nadaljuje se proti jugovzhodu in se konča blizu  Karakorumskega prelaza. Ta meja je bila določena od leta 1961 do 1965 v vrsti sporazumov med Kitajsko in Pakistanom, končno pa sta se 2. marca 1963 obe vladi, Karači in Peking, uradno strinjali. Razume se, da če bo spor glede Kašmirja rešen, bo treba ponovno razpravljati o meji.

### Indijsko-pakistanska meja
Severna območja imajo pet od sedemnajstih najvišjih vrhov na svetu skupaj z najvišjima gorovjema Karakorum in Himalaja. Ima tudi tako obsežne ledenike, da so ga včasih imenovali Tretji pol. Mednarodna mejna črta je bila predmet osrednjega spora med Pakistanom in Indijo vse od leta 1947, ledenik Siačen v severnem Kašmirju pa je od leta 1984 pomembno prizorišče spopadov med obema stranema, čeprav je veliko več vojakov umrlo zaradi izpostavljenosti mrazu kot zaradi kakršnih koli spopadov med narodnima vojskama, ki si nasprotujeta.
Črta prekinitve ognja med Pakistanom in Indijo poteka od Karakorumskega prelaza v smeri zahod-jugozahod do točke približno 130 kilometrov severozahodno od Lahoreja. Ta linija, dolga približno 740 kilometrov, je bila urejena s pomočjo Združenih narodov (ZN) ob koncu indijsko-pakistanske vojne 1947–48. Črta prekinitve ognja je začela veljati 1. januarja 1949, po osemnajstih mesecih spopadov med indijskimi in pakistanskimi silami, obe državi pa sta jo nazadnje prilagodili in dogovorili v skladu s sporazumom iz Šimle z dne 2. julija 1972 med Indiro Gandhi in Zulfikarjem Ali Butom. Od takrat je splošno znana kot linija nadzora  (LoC).
Indijsko-pakistanska meja se neenakomerno nadaljuje proti jugu približno 1280 kilometrov, po Radcliffovi liniji, imenovani po siru Cyrilu Radcliffu, vodji britanske mejne komisije pri delitvi provinc Pandžab in Bengal v Britanski Indiji 13. avgusta 1947.
Južne meje so veliko manj sporne kot tiste v severnem Pakistanu (Kašmir). Puščava Thar v provinci Sind je na jugu ločena od slanih ravnin Kački Ran z mejo, ki je bila prvič začrtana v letih 1923–1924. Po osamosvojitvi in razpadu cesarstva je neodvisni in svobodni Pakistan izpodbijal južno mejo Sinda, kar je povzročilo vrsto mejnih incidentov. Bili pa so manj nevarni in manj razširjeni kot konflikt, ki je izbruhnil v Kašmirju v indijsko-pakistanski vojni avgusta 1965, ki se je začela s tem odločilnim jedrom vprašanj. Te južne sovražnosti so bile končane z britanskim posredovanjem v obdobju Harolda Wilsona in obe strani sta sprejeli razsodbo sodišča za indijsko-pakistansko zahodno mejo, ki ga je določil sam generalni sekretar ZN. Razsodišče je razsodilo 19. februarja 1968; razmejitvi črte 403 kilometrov, ki so jo pozneje razmejile skupne raziskovalne ekipe, je Pakistanu od prvotne zahteve približno 9100 kvadratnih kilometrov dodelil le približno 780 kvadratnih kilometrov. Zunaj zahodnega konca razsodbe sodišča je zadnji odsek pakistanske meje z Indijo dolg približno 80 kilometrov in poteka vzhodno in jugovzhodno od Sinda do zaliva Indijskega oceana. Vas Pundžvarian je ena od vasi blizu indo-pakistanske meje.

### Iransko-pakistanska meja
Mejo z Iranom, dolgo 959 km, je najprej razmejila britanska komisija istega leta, ko je bila razmejena Durandova linija, ki je ločevala Iran od takratne province Balučistan v Britanski Indiji. Sodobni Iran ima provinco z imenom Sistan va Baluistan, ki meji na Pakistan in ima Belučije v etnični večini. Leta 1957 je Pakistan v Ravalpindiju podpisal mejni sporazum z Iranom, po katerem je bila meja uradno razglašena in državi o tej meji sploh nista imeli resnejšega spora.

### Morska meja
Teritorialno morje 12 nmi
Epikontinentalni pas 350 nmi ali do roba kontinentalne police
Izključna ekonomska cona 290.000 km²

## Geografske regije
Pakistan je razdeljen na tri velika geografska območja: severno višavje, Indsko nižavje z dvema glavnima deloma, ki približno ustrezata provincama Pandžab in Sind in Beludžistansko planoto. Nekateri geografi označujejo dodatne glavne regije. Na primer, gorovja vzdolž zahodne meje z Afganistanom so včasih opisana ločeno od Beludžistanske planote, na vzhodni meji z Indijo, južno od reke Satledž, pa se lahko puščava Thar obravnava ločeno od Indskega nižavja. Kljub temu si lahko državo priročno predstavljamo na splošno kot razdeljeno na tri z namišljeno črto, ki poteka proti vzhodu od Kajberskega prelaza in drugo, ki poteka proti jugozahodu od Islamabada po sredini države. Približno torej je severno višavje severno od namišljene črte vzhod–zahod; Beludžistanska planota je zahodno od namišljene jugozahodne črte; Indsko nižavje pa leži vzhodno od te črte.

### Severno višavje
Severno višavje vključuje dele Hindukuša, pogorja Karakorum in Himalajo. To območje vključuje tako znane vrhove, kot je K2 (Mount Godwin Austen, z 8611 metri drugi najvišji vrh na svetu). Več kot polovica vrhov je višjih od 4500 metrov, več kot petdeset vrhov pa sega nad 6500 metrov. Potovanje po tem območju je težko in nevarno, čeprav vlada poskuša nekatera območja razviti v turistična in pohodniška mesta. Severno višavje in Himalaja na vzhodu sta bila zaradi svoje razgibane topografije in surovega podnebja skozi zgodovino mogočne ovire za gibanje v Pakistan.
Južno od severnega višavja in zahodno od nižavja reke Ind so pogorja Safed Koh ob meji z Afganistanom ter pogorji Sulejman in Kirthar, ki določata zahodni obseg province Sind in segata skoraj do južne obale. Spodnji tokovi so veliko bolj suhi kot tisti na severu in se razvejajo v verige, ki potekajo na splošno proti jugozahodu čez provinco Baločistan. Sever-južne doline v Beludžistanu in Sindu so omejile preseljevanje ljudstev vzdolž Makranske obale v Indijskem oceanu vzhodno proti ravnicam.
Več velikih prelazov seka pogorja ob meji z Afganistanom. Med njimi so prelaz Khodžak, približno osemdeset kilometrov severozahodno od Quette v Beludžistanu; kajberski prelaz, štirideset kilometrov zahodno od Pešavarja in vodi do Kabula; in prelaz Broghol na skrajnem severu, ki omogoča dostop do Vakanskega koridorja.
Manj kot ena petina pakistanske površine ima potencial za intenzivno kmetijsko rabo. Skoraj vsa obdelovalna zemlja se aktivno obdeluje, vendar je proizvodnja po svetovnih standardih nizka. Gojenje je redko v severnih gorah, južnih puščavah in na zahodnih planotah, vendar ima porečje reke Ind v Pandžabu in severnem Sindu rodovitno prst, ki Pakistanu omogoča, da nahrani svoje prebivalstvo v običajnih podnebnih razmerah.

### Indsko nižavje
Ime Ind izhaja iz sanskrtske besede सिंधु (Sindhu), kot omenjeno, ene od rigvedskih rek, iz katere izvirajo tudi besede Sindh, Hindu in Indija. Ind, ena največjih svetovnih rek, izvira v jugozahodnem Tibetu le približno 160 kilometrov zahodno od izvira reke Satledž, ki najprej teče skozi Pandžab v Indiji in se pridruži Indu v pakistanskem Pandžabu in Brahmaputre, ki teče proti vzhodu, preden zavije na jugozahod in teče skozi Indijo in Bangladeš. Porečje Inda je ocenjeno na skoraj 1 milijon kvadratnih kilometrov, vanj pa se izlivajo vse večje pakistanske reke – Kabul, Dželum in Čenab. Porečje reke Ind je velika, rodovitna aluvialna ravnica, ki jo tvori mulj iz Inda. To območje je bilo poseljeno s poljedelskimi civilizacijami že vsaj 5000 let.

### Beludžistan
Beludžistan je na vzhodnem robu Iranskega višavja in v mejni regiji med jugozahodno, srednjo in južno Azijo. Je geografsko največja od štirih provinc na 347.190 km² pakistanskega ozemlja in predstavlja 48 % celotne površine Pakistana. Gostota prebivalstva je zelo nizka zaradi goratega terena in pomanjkanja vode. Južna regija je znana kot Makran. Osrednja regija je znana kot Kalat.
Sulejmanovo gorovje prevladuje nad severovzhodnim kotom in prelaz Bolan je naravna pot v Afganistan proti Kandaharju. Velik del province južno od regije Quetta je redek puščavski teren z žepi naseljenih mest, večinoma v bližini rek in potokov. Največja puščava je puščavska kotlina Kharan, ki zavzema večino okrožja Kharan.
To območje je podvrženo pogostim potresnim motnjam, ker tektonska plošča pod Indijsko ploščo zadene ploščo pod Evrazijo, medtem ko se ta še naprej premika proti severu in potiska Himalajo vse višje. Regija, ki obdaja Quetto, je zelo nagnjena k potresom. Hudemu potresu leta 1931 je leta 1935 sledil še bolj uničujoč potres. Majhno mesto Quetta je bilo skoraj popolnoma uničeno, sosednji vojaški kanton pa je bil močno poškodovan. Ubitih je bilo najmanj 20.000 ljudi. Tresenje se nadaljuje v bližini mesta Quetta. Najnovejši večji potresi so bili potres v Kašmirju oktobra 2005, v katerem je umrlo skoraj 10.000 ljudi in potres v Baločistanu leta 2008, ki se je zgodil oktobra 2008, v katerem je umrlo 215 ljudi. Januarja 1991 je močan potres uničil cele vasi v provinci Khiber-Pakhtunkhva, vendar je bilo v potresu ubitih veliko manj ljudi kot leta 1935. Velik potres s središčem v okrožju Kohistan v provinci Khiber-Pakhtunkhva leta 1965 je prav tako povzročil veliko škodo.

## Podnebje
Pakistan leži v zmernem pasu, tik nad rakovim povratnikom. Podnebje se spreminja od tropskega do zmernega. Na obalnem jugu vladajo sušni pogoji, za katere je značilna monsunska sezona z zadostno količino padavin in suha sezona z manj padavinami, medtem ko se v provinci Pandžab pojavljajo obilne padavine in velike razlike med ekstremnimi temperaturami na določenih lokacijah. Padavine se v različnih delih države razlikujejo od manj kot 25 cm na leto do več kot 380 cm na leto. Te posplošitve pa ne smejo prikriti izrazitih razlik, ki obstajajo med posameznimi lokacijami. Na primer, obalno območje ob Indijskem oceanu je običajno toplo, medtem ko so zmrznjeni zasneženi grebeni pogorja Karakorum in drugih gora na skrajnem severu tako mrzli vse leto, da so dostopni le plezalcem svetovnega razreda za nekaj časa, nekaj tednov v maju in juniju vsako leto.
Pakistan ima štiri letne čase: hladno in suho zimo, ki jo zaznamujejo blage temperature od decembra do februarja; vroča, suha pomlad od marca do maja; poletno deževno obdobje ali jugozahodno monsunsko obdobje od junija do septembra; in umikajoče se monsunsko obdobje oktobra in novembra. Začetek in trajanje teh letnih časov se nekoliko razlikujeta glede na lokacijo.
Podnebje v glavnem mestu Islamabad se spreminja od najnižje povprečne dnevne temperature 2 °C januarja do povprečne najvišje dnevne temperature 38 °C junija. Polovica letne količine padavin pade v juliju in avgustu, v povprečju okoli 300 milimetrov v vsakem od teh dveh mesecev. Preostanek leta ima bistveno manj dežja, ki znaša približno 100 milimetrov na mesec. Zgodaj spomladi so pogosta neurja s točo.
Največje pakistansko mesto, Karači, ki je tudi industrijsko središče države, je bolj vlažno kot Islamabad, vendar ima bistveno manj padavin. Samo julij in avgust v povprečju pade več kot 50 milimetrov padavin na območju Karačija; preostali meseci so izredno suhi z malo padavin. Temperatura je v Karačiju tudi bolj enotna kot v Islamabadu in se giblje od povprečne najnižje dnevne temperature 13 °C v zimskih večerih do povprečne dnevne najvišje 34 °C v poletnih dneh. Čeprav poletne temperature niso tako visoke kot tiste v Pandžabu, visoka vlažnost prebivalcem povzroča veliko nelagodja.

## Vodni viri
Hidrološka energija je obnovljiv vir, ki Pakistanu zelo koristi. Po pogodbi o vodah Inda leta 1960 je Svetovna banka odločila, da bo vodo reke Satledž, Ravi in Beas uporabljala Indija, vodo reke Ind, Dželum in Čenab pa Pakistan. Pakistanu je bilo naročeno, naj zgradi dva jezova, enega Tarbela in drugega Mangla, pet jezov, osem povezovalnih kanalov in en zaprt sifon. Za to so Indiji rekli, naj sodeluje 60 %, Pakistanu pa 40 %. Pakistan razmišlja o razvoju vetrnih turbin, da bi zadovoljil povpraševanje po električni energiji. Sončna energija zdaj počasi cveti, vendar je še vedno nameščena v majhnem obsegu.
Največja pakistanska reka je znana kot reka Ind, ki teče iz Tibeta/Kitajske in vstopa v Pakistan skozi Gilgit-Baltistan. Sistem reke Ind je razdeljen na dve nižavji. Nižavje Zgornjega Inda se začne v severnem Pakistanu in konča pri Mithankotu. Ind ima pritoke na zahodni in vzhodni strani. Vzhodni pritoki Inda so Dželum, Čenab, Satledž, Ravi in Beas. Te štiri reke tečejo v Pandžabu in se srečajo v Pandžnadu, kjer so znane kot reka Pandžnad. Zahodni pritoki Inda so reke Svat, Kabul, Kuram, Toči, Gomal, Žob. Te reke se pri KPK združijo z Indom. Pri Mithankotu se te reke končno srečajo z reko Ind. Po tem Ind teče sam skozi nižavje Spodnjega Inda. Nižavje spodnjega Inda se začne od Mithankota do Thatte, kjer se Ind sreča z Indijskim oceanom. Ta kraj je znan tudi kot delta Inda.